# Batalla de Pemanè (1224)
|  | Per a altres significats, vegeu «Batalla de Pemanè (1204)». |

La segona batalla de Pemanè fou un enfrontament armat entre l'exèrcit de l'Imperi Llatí i l'Imperi de Nicea que disputaven el domini per la regió de Bitínia. La victòria dels nicens seria l'inici de la reconquesta del desaparegut Imperi Romà d'Orient.

## Antecedents
La segona batalla de Pemanè és narrada per dos historiadors romans: Jordi Acropolita i Nicèfor Gregoràs. S'anomena així per diferenciar-la de la primera, esdevinguda el 1204, en la qual els llatins van estendre el seu domini pel nord-oest d'Anatòlia. Els motius d'aquesta nova batalla es poden trobar en part en els conflictes interns que l'Imperi de Nicea tingué després de la mort del seu primer governant, Teodor I Làscaris, però també en la contínua hostilitat entre Nicea i l'Imperi Llatí.
Teodor I Làscaris, fundador de l'Imperi de Nicea després de la desaparició de l'Imperi Romà d'Orient quan els caps de la Quarta Croada s'apoderaren de la capital el 1204, havia mort el 1222. El seu gendre, Joan III Ducas Vatatzes li succeí, fet que causà ofensa en els germans del difunt. Aleix i Isaac Làscaris, sentint que no havien confiat prou en ells, marxaren a viure amb els francs i Robert I de Courtenay els proporcionà un exèrcit per lluitar contra l'emperador de Nicea. La frontera entre Nicea i l'Imperi Llatí, s'estenia pel nord-oest d'Anatòlia fins a la ciutat d'Adramítium, que fou acordada amb un tractat de pau el 1214 a Nimphaion després d'una batalla entre els dos estats. F. Uspenskiy defineix aquest territori com una àrea autònoma governada per arconts grecs de la Mèsia i la Tròade, regulada per l'emperador Enric.

## Batalla
Pemanè era una petita ciutat fortificada al sud del mar de Màrmara (a prop de l'actual Eskimantaş) i a prop del llac Manyas. El mateix lloc havia estat l'escenari d'una altra batalla el desembre del 1204, també entre els exèrcits nicè i llatí. La victòria havia estat aconseguida pels cavallers de Constantinoble, que conqueriren a més l'interior del país fins a la ciutat de Prusa.
Els dos germans Làscaris aparegueren amb un esquadró franc davant del temple de l'Arcàngel Miquel, al sud de Pemanè. Els cronistes romans no esmenten qui comandava l'exèrcit llatí. Manel i Miquel foren foren capturats per Joan III i després cegats. Molts soldats foren passats per l'espasa, i la restà es rendí horroritzats. Joan III Ducas Vatatzes comandava personalment el seu exèrcit i, segons la crònica d'Acropolita, el coratge d'aquest emperdor fou decisiva per la victòria.

## Conseqüències
Aquesta victoria posà fi al domini croat sobre els antics territoris romans d'Anatòlia. La derrota dels croats presagiava el fracàs del que seguiria en un altre front que l'Imperi Llatí tenia obert, el Despotat de l'Epir. El setge que havien muntat a la ciutat de Serres fou abandonat i aquell mateix any el dèspota Teodor I Àngel-Comnè Ducas aconseguí prendre Tessalònica.
Després de la victòria, Juan III Ducas Vatatzes continuà l'ofensiva fins a restablir l'autoritat romana de mica en mica, recuperant les fortaleses que havien estat ocupades pels llatins i continuà cap a l'oest. Jordi Acropolita esmenta les següents fortaleses: Lentiana (Λεντιανά), Caríor (Χαρίορος) i Barbeníacon (Βαρβενίακον).